# Colombe à tête bleue
Pour les articles homonymes, voir Tête bleue.
Starnoenas cyanocephala
Genre
Espèce
Statut de conservation UICN

 EN C2a(i) : En danger
La Colombe à tête bleue (Starnoenas cyanocephala) est une espèce d'oiseau de la famille des Columbidae, l'unique représentante du genre Starnoenas.
Cet oiseau est endémique de Cuba.